# Kabul (Fluss)
Der Kabul (altind. Kubhā, altgriechisch Κωφήν Kōphēn, arabisch نهر كابل Nahr Kabul ‚Kabul-Fluss‘; paschtunisch کابل سيند Kabul Sindh) ist ein rechter (westlicher) Nebenfluss des Indus von etwa 460 Kilometern Länge.
Er versorgt das Becken von Kabul ebenso mit Wasser wie die Gegend um Dschalalabad und Peschawar. Wichtige Zuflüsse sind Pandschschir und Kunar. Der Kabul und seine Zuflüsse gehören zu den wenigen Flüssen Afghanistans, die letztlich ins Meer münden.
Seine Quelle liegt in Afghanistan im Sanglach-Gebirge unweit des Unai-Passes westlich von Kabul im Koh-e Paghman im Bezirk Dschalrez der Provinz Wardak. Er fließt in Kabul südlich am Kabuler Zoo vorbei. Nachdem er die Staatsgrenze zu Pakistan nördlich des Chaiber-Pass überquert hat, mündet er bei dem historischen Attock, dem heutigen Attock Kurd in den Sindh (= Indus). Er wird im Rigveda erwähnt.

## Wasserkraftwerke
Es liegen mehrere Stauseen mit angeschlossenen Wasserkraftwerken entlang dem Flusslauf des Kabul.
Das Wasserkraftwerk Mahipar liegt 40 km flussabwärts der Hauptstadt Kabul und besitzt drei 22-MW-Francisturbinen.
Das Wasserkraftwerk Naghlu hat vier 25-MW-Francisturbinen.
Beide Kraftwerke sind seit 1967 in Betrieb.
Das Daronta-Wasserkraftwerk besitzt drei vertikale Kaplanturbinen zu je 3,85 MW.

## Hydrometrie
Mittlerer monatlicher Abfluss des Kabul (in m³/s) am Pegel Dakah
 gemessen von 1968–1980